# Diestramima palpata
Diestramima palpata är en insektsart som först beskrevs av Rehn, J.A.G. 1906.  Diestramima palpata ingår i släktet Diestramima och familjen grottvårtbitare. Inga underarter finns listade i Catalogue of Life.